# Acrocoelopus
Acrocoelopus är ett släkte av skalbaggar. Acrocoelopus ingår i familjen vivlar.
Kladogram enligt Catalogue of Life:
| Acrocoelopus | \| \| Acrocoelopus cretaceus \| \| \| \| |
|              | \| \| Acrocoelopus cretaceus \| \| \| \| |
|              | Acrocoelopus cretaceus                   |
|              |                                          |